# Bruno Saský
Bruno Saský (kolem 830/840 – 2. února 880) byl saský vévoda od roku 866 až do své smrti v roce 880. Pocházel z rodu Liudolfingů.
Narodil se jako syn Liudolfa Saského, prvního historicky doloženého člena rodu Liudolfingů, a jeho manželky Ody. Zemřel 2. února 880 v bitvě proti Normanům u Lüneburského vřesoviště. Bruno je proto řazen mezi ebsdorfské mučedníky. Byl zaznamenán jak ve Fuldských letopisech, tak i například v Bratrské knize opatství Reichenau. Brunovým nástupcem v Sasku se stal jeho bratr Ota.
Ze staršího bádání je nesporné, že Liudolfingové zaujali vedoucí postavení v Sasku ve druhé polovině 9. století. Liudolf, jenž zemřel roku 866, byl již považován za „kmenového vévodu“, tento titul nosili i Bruno a jeho bratr Ota. Novější výzkumy jsou však k tomuto postoji zdrženlivější. Vznik „mladšího kmenového vévodství“ v Sasku ve druhé polovině 9. století je nyní předmětem intenzivního přehodnocování.
V roce 1948 byla po Brunovi pojmenována ulice v hamburském okrese Niendorf.